# Liste des sénateurs des Côtes-d'Armor
Cette page présente la liste des sénateurs des Côtes-d'Armor depuis la Troisième République.

## VeRépublique

### Mandature 2020-2026
Depuis le 27 septembre 2020
| Sénateur         |  | Parti | Premier mandat |
| ---------------- |  | ----- | -------------- |
| Alain Cadec      |  | LR    | 2020           |
| Gérard Lahellec  |  | PCF   | 2020           |
| Annie Le Houérou |  | PS    | 2020           |

- 3 sénateurs élus selon un mode de scrutin proportionnel plurinominal pour 6 ans.

### Mandature 2014-2020
Depuis le 28 septembre 2014
| Sénateur          |  | Parti | Premier mandat |
| ----------------- |  | ----- | -------------- |
| Michel Vaspart    |  | UMP   | 2014           |
| Christine Prunaud |  | PCF   | 2014           |
| Yannick Botrel    |  | PS    | 2008           |

- 3 sénateurs élus selon un mode de scrutin proportionnel plurinominal pour 6 ans.

### Mandature 2008-2014
Depuis le 21 septembre 2008
| Sénateur         |  | Parti | Premier mandat |
| ---------------- |  | ----- | -------------- |
| Jacqueline Chevé |  | PS    | 2008           |
| Ronan Kerdraon   |  | PS    | 2010           |
| Gérard Le Cam    |  | PCF   | 1998           |
| Yannick Botrel   |  | PS    | 2008           |

- 3 sénateurs élus selon un mode de scrutin proportionnel plurinominal pour 6 ans.
- Ronan Kerdraon remplace Jacqueline Chevé en 2010 à la suite du décès de celle-ci.

### Mandature 1998-2008
Depuis le 27 septembre 1998
| Sénateur           |  | Parti | Premier mandat |
| ------------------ |  | ----- | -------------- |
| Pierre-Yvon Trémel |  | PS    | 1998           |
| Charles Josselin   |  | PS    | 2006           |
| Gérard Le Cam      |  | PCF   | 1998           |
| Claude Saunier     |  | PS    | 1989           |

- 3 sénateurs élus selon un mode de scrutin proportionnel plurinominal pour 9 ans.
- Charles Josselin remplace Pierre-Yvon Trémel en 2006 à la suite du décès de celui-ci.

### Mandature 1989-1998
Depuis le 24 septembre 1989
| Sénateur       |  | Parti | Premier mandat |
| -------------- |  | ----- | -------------- |
| René Régnault  |  | PS    | 1980           |
| Félix Leyzour  |  | PCF   | 1989           |
| Jean Dérian    |  | PCF   | 1997           |
| Claude Saunier |  | PS    | 1989           |

- 3 sénateurs élus selon un mode de scrutin proportionnel plurinominal pour 9 ans.
- Jean Dérian remplace Félix Leyzour en 1997 à la suite de l'élection comme député de celui-ci.

### Mandature 1980-1989
Depuis le 28 septembre 1980
| Sénateur         |  | Parti | Premier mandat |
| ---------------- |  | ----- | -------------- |
| René Régnault    |  | PS    | 1980           |
| Yves Le Cozannet |  | UDF   | 1980           |
| Bernard Lemarié  |  | UDF   | 1959           |

- 3 sénateurs élus selon un mode de scrutin proportionnel plurinominal pour 9 ans.

### Mandature 1971-1980
Depuis le 26 septembre 1971
| Sénateur        |  | Parti | Premier mandat |
| --------------- |  | ----- | -------------- |
| Pierre Marzin   |  | DVG   | 1971           |
| Jean de Bagneux |  | RI    | 1959           |
| Bernard Lemarié |  | UDF   | 1959           |

- 3 sénateurs élus selon un mode de scrutin proportionnel plurinominal pour 9 ans.

### Mandature 1959-1971
Depuis le 26 avril 1959
| Sénateur        |  | Parti | Premier mandat |
| --------------- |  | ----- | -------------- |
| André Cornu     |  | PR    | 1959           |
| Jean de Bagneux |  | RI    | 1959           |
| Bernard Lemarié |  | UDF   | 1959           |

- 3 sénateurs élus selon un mode de scrutin proportionnel plurinominal pour 9 ans.

### liste
| Période           | Période           | Sénateur           | Parti | Parti | Groupe | Groupe |
| ----------------- | ----------------- | ------------------ | ----- | ----- | ------ | ------ |
| 28 avril 1959     | 1er octobre 1971  | André Cornu        |       | PRRRS |        | GD     |
| 26 avril 1959     | 1er octobre 1980  | Jean de Bagneux    |       | RI    |        | UREI   |
| 28 avril 1959     | 1er octobre 1989  | Bernard Lemarié    |       | MRP   |        | UC     |
| 26 septembre 1971 | 1er octobre 1980  | Pierre Marzin      |       | DIV   |        | GD     |
| 28 septembre 1980 | 1er octobre 1989  | Yves Le Cozannet   |       | UDF   |        | UC     |
| 28 septembre 1980 | 30 septembre 1998 | René Régnault      |       | PS    |        | SOC    |
| 2 octobre 1989    | 12 juin 1997      | Félix Leyzour      |       | PCF   |        | COM    |
| 2 octobre 1989    | 30 septembre 2008 | Claude Saunier     |       | PS    |        | SOC    |
| 7 septembre 1997  | 30 septembre 1998 | Jean Dérian        |       | PCF   |        | CRC    |
| 27 septembre 1998 | 29 juin 2006      | Pierre-Yvon Trémel |       | PS    |        | SOC    |
| 27 septembre 1998 | 30 septembre 2014 | Gérard Le Cam      |       | PCF   |        | CRC    |
| 24 septembre 2006 | 30 septembre 2008 | Charles Josselin   |       | PS    |        | SOC    |
| 21 septembre 2008 | 15 mars 2010      | Jacqueline Chevé   |       | PS    |        | SOC    |
| 16 mars 2010      | 30 septembre 2014 | Ronan Kerdraon     |       | PS    |        | SOC    |

## IVeRépublique
| Période         | Période          | Sénateur         | Parti | Parti | Groupe | Groupe |
| --------------- | ---------------- | ---------------- | ----- | ----- | ------ | ------ |
| 8 décembre 1946 | 7 novembre 1948  | Yves Henry       |       | SFIO  |        | SOC    |
| 8 décembre 1946 | 7 novembre 1948  | Auguste Le Coënt |       | PCF   |        | COM    |
| 8 décembre 1946 | 27 novembre 1948 | Ferdinand Siabas |       | MRP   |        | MRP    |
| 7 novembre 1948 | 26 avril 1959    | Henri Cordier    |       | CNI   |        | RI     |
| 7 novembre 1948 | 26 avril 1959    | Yves Jézequel    |       | UDSR  |        | GD-RGR |
| 7 novembre 1948 | 26 avril 1959    | André Cornu      |       | PRRRS |        | GD-RGR |

## IIIeRépublique
| Identité                      | Etiquette                      | Mandat      | Informations |
| Jean-Marie Allenou            | Légitimiste                    | 1876-1880   | Maître de forges, député (1871-1875), conseiller général du canton d'Uzel (1871-1880) |
| Jules de Monjaret de Kerjegu  | Légitimiste                    | 1876-1880   | Contre-amiral en retraite, député (1871-1875), |
| Henri de Champagny            | Légitimiste                    | 1876-1885   | Député (1871-1875), conseiller général du canton de Perros-Guirec (1880-1885) |
| Henri de Treveneuc            | Légitimiste                    | 1876-1893   | Ancien député (1871-1875) |
| Silvain Duval                 | Indépendant (ex Bonapartiste)  | 1880 à 1883 | Maire de Paimpol, conseiller général du canton de Lanvollon |
| Henri de Carné                | Légitimiste                    | 1880 à 1912 | Maire de Sévignac |
| Auguste Le Provost de Launay  | Bonapartiste                   | 1885 à 1886 | Ancien préfet, député du Calvados (1874-1881), propriétaire à Pommerit-Jaudy |
| Tristan de L'Angle Beaumanoir | Bonapartiste                   | 1885 à 1895 | Ancien préfet des Côtes-du-Nord (1877) |
| Charles Huon de Penanster     | Monarchiste                    | 1886 à 1901 | Ancien député, conseiller général du canton de Plestin-les-Grèves |
| Auguste Ollivier              | Conservateur                   | 1889 à 1912 | Ancien député (1879-1888), conseiller général du canton de Guingamp |
| Charles Haugoumar des Portes  | Monarchiste                    | 1893 à 1911 | |
| Louis Le Provost de Launay    | Conservateur (ex Bonapartiste) | 1896 à 1912 | Ancien député de Lannion 2 (1876-1893), ancien conseiller général des cantons de Tréguier et de La Roche-Derrien, chef de file de la droite conservatrice du département, propriétaire à Pommerit-Jaudy |
| Robert de Treveneuc           | Conservateur (ex Légitimiste)  | 1901 à 1921 | Ancien député de Guingamp 1 (1893-1898), maire de Tréveneuc |
| Guillaume Limon               | ALP                            | 1912 à 1920 | |
| Hervé de Keranflec'h          |                                | 1912 à 1921 | |
| Frédéric de Kerouartz         | ALP                            | 1912 à 1921 | Ancien député de Guignamp 2 (1898-1902), maire de Bulat-Pestivien |
| Louis Larère                  |                                | 1912 à 1921 | |
| Paul Le Troadec               | Radical Socialiste             | 1920 à 1930 | Ancien député de Lannion 2 (1893-1920), Maire de Lézardrieux, conseiller général du canton de Lézardrieux                                                                                               |
| Charles Baudet                | Radical Socialiste             | 1921 à 1930 | |
| Henri Servain                 | Radical Socialiste             | 1921 à 1931 | |
| Gustave de Kerguezec          | Républicain Socialiste         | 1921 à 1939 | Ancien député de Guingamp 1 (1906-1921), conseiller général du canton de Tréguier (1901-1940), maire de Tréguier (1919-1943)                                                                            |
| Eugène Mando                  |                                | 1921 à 1939 | |
| Yves Le Trocquer              | Républicain de Gauche          | 1930 à 1938 | Ancien député de Guingamp 2 (1919-1930), maire de Pontrieux (1919-1938), conseiller général du canton de Pontrieux (1919-1938), plusieurs fois ministre                                                 |
| Pierre Even                   | Radical Socialiste             | 1930 à 1941 | |
| Charles Meunier-Surcouf       | Radical                        | 1931 à 1939 | |
| Jean Betfert                  | Radical Indépendant            | 1938 à 1940 | |
| Edgar de Kergariou            | Radical Indépendant            | 1939 à 1941 | |
| Yves Bouguen                  | Radical Indépendant            | 1939 à 1945 | |
| Pierre Michel                 | Radical Socialiste             |             | |